# Hawaiische Davis-Cup-Mannschaft
Die hawaiische Davis-Cup-Mannschaft war die Tennisnationalmannschaft Hawaiis. Die einzige Teilnahme datiert aus dem Jahr 1923, bei der das Team in der ersten Runde mit 1:4 gegen die Australische Davis-Cup-Mannschaft ausschied. Das Team meldete auch für die Bewerbe 1922 und 1925, zog die Nominierung dann allerdings vor den jeweiligen Begegnungen zurück.
Der einzige von Hawaii im Davis-Cup erzielte Sieg gelang William Eklund im fünften und bereits bedeutungslosen Spiel gegen Richard Schlesinger.

## Einzige Begegnung
| \| 1 4 \| Austragungsort: Orange (NJ, USA) Datum: 26. bis 28. Juli 1923 Spieloberfläche: Rasen \| |                                                                                      |                    |
| Spieler                                                                                           | Spieler                                                                              | Ergebnis           |
| Bowie Detrick                                                                                     | James Anderson                                                                       | 1:6, 3:6, 3:6      |
| William Eklund                                                                                    | John Hawkes                                                                          | 2:6, 1:6, 4:6      |
| Bowie Detrick William Eklund                                                                      | James Anderson John Hawkes                                                           | 0:6, 6:8, 5:7      |
| Bowie Detrick                                                                                     | John Hawkes                                                                          | 3:6, 1:6, 1:6      |
| William Eklund                                                                                    | Richard Schlesinger                                                                  | 6:4, 4:6, 6:1, 6:4 |
| 1 4                                                                                               | Austragungsort: Orange (NJ, USA) Datum: 26. bis 28. Juli 1923 Spieloberfläche: Rasen |                    |